# Toruńskie Studia Bibliologiczne
Toruńskie Studia Bibliologiczne (TSB) – czasopismo naukowe, wydawane od 2008 roku z inicjatywy pracowników Instytutu Informacji Naukowej i Bibliologii Uniwersytetu Mikołaja Kopernika w Toruniu. Półrocznik poruszający szerokie spektrum zagadnień: od księgoznawstwa (ruch wydawniczy, introligatorstwo, grafika książkowa, cenzura, kolekcjonerstwo, sztuka ekslibrisu), przez bibliotekarstwo (działalność bibliotek i ośrodków informacji, czytelnicy i ich kategorie, procesy biblioteczne, umiejętności informacyjne), aż po szeroko rozumianą naukę o informacji (nowe technologie, media, zautomatyzowane systemy wyszukiwania informacji, sieć Internet i zasoby cyfrowe).
W roku 2012 pismo zostało wpisane do wykazu czasopism punktowanych Ministerstwa Nauki i Szkolnictwa Wyższego z liczbą 4 punktów. Od roku 2013 za publikację naukową na łamach pisma przysługuje 5 punktów.
Czasopismo jest indeksowane w międzynarodowych bazach Index Copernicus oraz The Central European Journal of Social Sciences and Humanities, a także w bazach krajowych ARIANTA i Polska Bibliografia Bibliologiczna. Jest ono zarejestrowane również w zasobach WorldCat, Google Scholar, Directory of Open Access Journals, ViFaOst i LitDok

## Redakcja

### Komitet Redakcyjny (2018- )
- Tomasz Kruszewski (Uniwersytet Mikołaja Kopernika, Toruń, Polska) – redaktor naczelny

- Barbara Centek (Uniwersytet Mikołaja Kopernika, Toruń, Polska) – redaktor naukowy/tematyczny

- Magdalena Cyrklaff-Gorczyca (Uniwersytet Mikołaja Kopernika, Toruń, Polska)  – redaktor naukowy/tematyczny

- Bernardeta Iwańska-Cieślik (Uniwersytet Kazimierza Wielkiego, Bydgoszcz, Polska)  – redaktor naukowy/tematyczny

- Paweł Marzec (Uniwersytet Mikołaja Kopernika, Toruń, Polska)  – redaktor naukowy/tematyczny

- Natalia Pamuła-Cieślak (Uniwersytet Mikołaja Kopernika, Toruń, Polska)  – redaktor naukowy/tematyczny

- Mariusz Jarocki (Uniwersytet Mikołaja Kopernika, Toruń, Polska) – sekretarz redakcji

### Redakcja filologiczna (2018- )
- Ewa Jaroszewska (Uniwersytet Mikołaja Kopernika, Toruń, Polska) – korekta polonistyczna

- Weronika Kortas (Uniwersytet Mikołaja Kopernika, Toruń, Polska) – korekta i tłumaczenie streszczeń na język angielski

### Redakcja ekonomiczna (2018- )
- Anna Dziadkiewicz (Uniwersytet Gdański, Polska) – analiza statystyczna i ekonomiczna

### Komitet Redakcyjny (2008-2017)
- Grażyna Gzella (Uniwersytet Mikołaja Kopernika w Toruniu - UMK) – redaktor naczelna
- Wanda A. Ciszewska (UMK) – redaktor naukowy/tematyczny (bibliologia)
- Małgorzata Kowalska (UMK) – redaktor naukowy/tematyczny (informatologia)
- Mariusz Jarocki (UMK) – sekretarz redakcji, projekt i administracja serwisu WWW

### Redakcja filologiczna (2008 - 2017)
- Katarzyna Czerniejewska (UMK) – korekta polonistyczna
- Karolina Żernicka (UMK) – korekta i tłumaczenie streszczeń na język angielski

### Redakcja statystyczna (2008 - 2017)
- Katarzyna Burnicka (UMK) – analiza statystyczna
- Marta Tyszkowska (UMK) – analiza ekonomiczna

## Rada Naukowa
- Daiva Janavičienė (Uniwersytet Kłajpedzki)
- Katarzyna Materska (Uniwersytet Warszawski)
- Fahrettin Özdemirci (Uniwersytet w Ankarze)
- Maria Próchnicka (Uniwersytet Jagielloński)
- Andžejus Pukšto (Uniwersytet Witolda Wielkiego w Kownie)
- Jiří Trávníček (Uniwersytet Masaryka, Brno, Czechy)
- Andrea Scharnhorst (Królewska Akademia Sztuk Pięknych i Nauk, Amsterdam, Holandia)
- Grażyna Wrona (Uniwersytet Komisji Edukacji Narodowej w Krakowie)